# Tedania (Tedania) strongyla
Tedania (Tedania) strongyla is een sponssoort in de taxonomische indeling van de gewone sponzen (Demospongiae). Het lichaam van de spons bestaat uit kiezelnaalden en sponginevezels, en is in staat om veel water op te nemen. 
De spons behoort tot het geslacht Tedania en behoort tot de familie Tedaniidae. De wetenschappelijke naam van de soort werd voor het eerst geldig gepubliceerd in 1986 door Jinhe.